# روبرت ساباتير
روبرت ساباتير (بالفرنسية: Robert Sabatier)‏ هو كاتب وكاتب سيناريو وشاعر فرنسي، ولد في 17 أغسطس 1923 في باريس في فرنسا، وتوفي في 28 يونيو 2012 في بولون-بيانكور في فرنسا.

## وصلات خارجية
- روبرت ساباتير على موقع IMDb (الإنجليزية)
- روبرت ساباتير على موقع قاعدة بيانات الفيلم (الإنجليزية)